# Place de l'Apport-Paris
La place de l'Apport-Paris également appelée Apport-Paris, place de l'Apport-de-Paris, ou place de la Porte de Paris est une ancienne voie de Paris, disparue vers 1803 lors de la démolition du Grand Châtelet. Elle était située à cheval sur les anciens 4e et 7e arrondissements de Paris.

## Situation
L'Apport-Paris était bordé sur son côté est par La Grande-Boucherie, et son côté sud par le Grand-Châtelet et se trouvait à la jonction des rues Saint-Denis, Saint-Jacques-la-Boucherie, de la Triperie, Saint-Leufroy et Pierre-à-Poisson,.

## Origine du nom
Jean de La Tynna s'interroge sur l'origine du nom de cette  place : « Ce nom vient-il de Porte de Paris, car c'était l'entrée de la Cité, l'ancien Paris, la Porte de Paris par la forteresse, dite Grand Châtelet, ou bien d'Apport, qui en vieux langage français signifie marché ? ».

## Historique
Cette place, qui se trouvait au bout du Pont au Change, est ainsi nommée de temps immémorial.
Sur cette place il y avait une haute croix en fer, montée sur un piédestal, et une fontaine située au débouché de la rue Saint-Denis. Devant ces deux monuments, il y avait un marché, le « marché de la Porte-Paris », ou « marché de l'Apport-Paris », ou des marchands vendaient des légumes, des fruits, du sel sur des charrettes à bras qui servaient d'étals,.
La place et le marché sont cités dans le manuscrit de la Bibliothèque nationale. 
En 1702, la rue, qui fait partie du quartier de Saint-Jacques-de-la-Boucherie, comporte 1 lanterne.
La place est repérée par le renvoi 6, au dessus de la rivière sur le plan de Paris, de 1733, levé par l'Abbé Jean Delagrive et présente sur les plans de Paris de 1760 et 1771 de Didier Robert de Vaugondy,.
D'après le plan de Delagrive, la fontaine est raccordée à la pompe Notre-Dame. En 1806, après l'aménagement de la place du Châtelet, elle est remplacée par la fontaine du Palmier.